# Anant Kumar

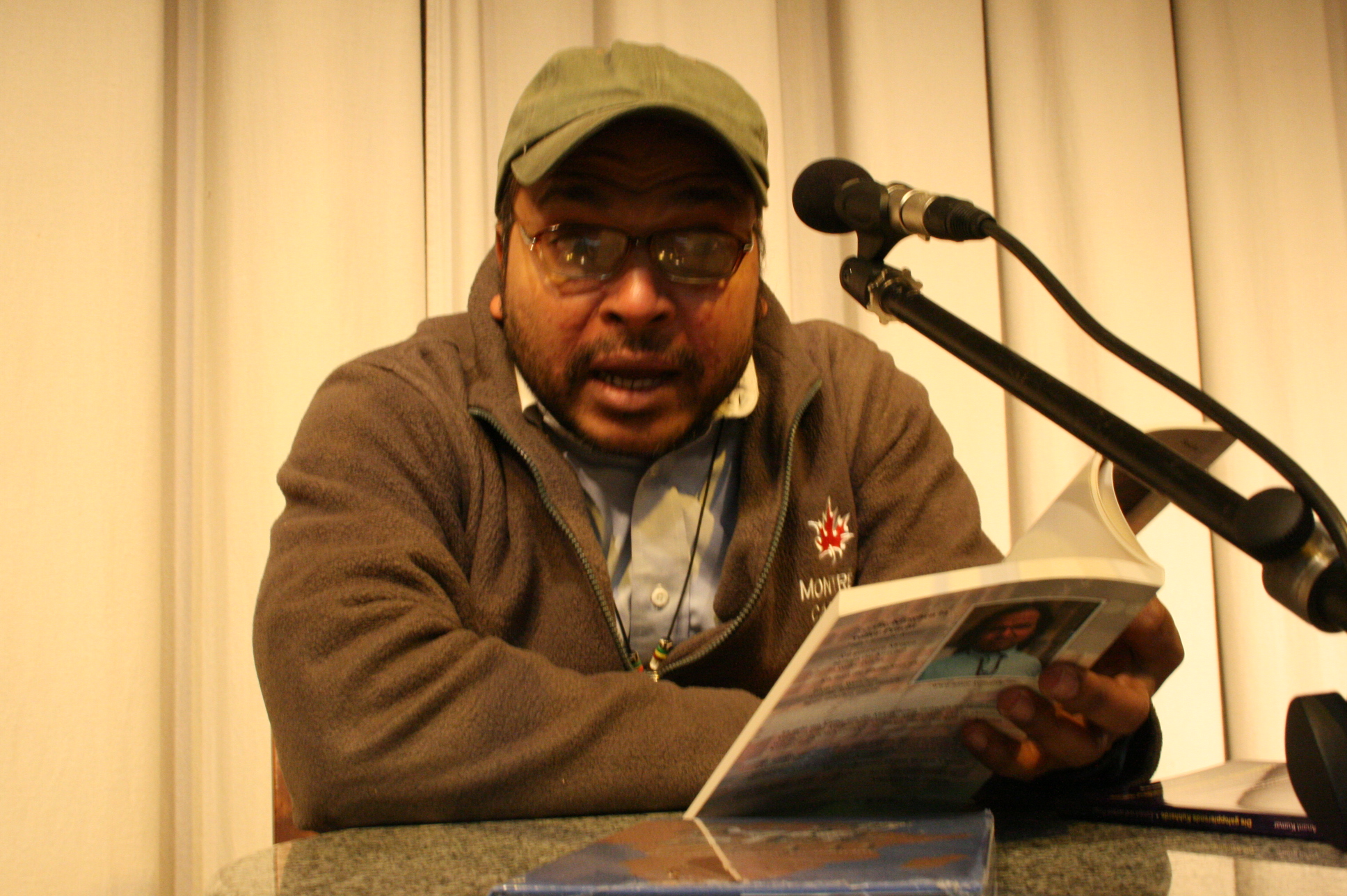
Anant Kumar in 2008

Anant Kumar (Motihari/Bihar, 28 september 1969) is een Duitse auteur van Indiase afkomst. Hij woont in Kassel.

## Leven
De zoon van een Indische familie van leraren uit Bihar 1991-1998 studeerde aan de Universiteit van Kassel (GHK) germanistiek en studeerde af met een scriptie over Alfred Döblins epos Manas.
In zijn literaire pogingen probeert Kumar de ervaringen van een vreemdeling in de Duitse samenleving met de Indiase cultuur te combineren. Zijn eerste werk Fremde Frau, fremder Mann, is gekenmerkt door scherp overgebrachte observaties en grensoverschrijdend begrip. Het contemplatieve aspect van de satire en commentaar draait prima als een constante door het werk van Kumar. Met zijn werk Zeru - Eine siebentägige Geschichte, reflecteert Kumar op de literaire vorm van het epos en beschrijft in een kleurrijke pracht het alledaagse leven van een Afrikaanse jongen te midden van de wilde en oude mythen van het donkere continent.
Anant Kumar is een lid van de Vereniging van Duitse schrijvers en het Literair Genootschap van Hessen. Sinds een aantal jaren treedt Kumar regelmatig op in scholen en gevangenissen.

## Publicaties
(in het Duits)
- Fremde Frau – fremder Mann. Ein Inder dichtet in Kassel. Wiesenburg, Schweinfurt 1997, ISBN 3932497007.
- Kasseler Texte. Gedichte, Kurzgeschichten, Beobachtungen, Glossen, Skizzen, Reflexionen. Wiesenburg, Schweinfurt 1998, ISBN 3932497120.
- Die Inderin. Prosa. Wiesenburg, Schweinfurt 1999, ISBN 3932497325.
- … und ein Stück für Dich. Ein Bilderbuch für Kinder und Erwachsene. Geest, Ahlhorn 2000, ISBN 3934852297.
- Die galoppierende Kuhherde : Essays und andere Prosa. Wiesenburg, Schweinfurt 2001, ISBN 3932497589.
- Die uferlosen Geschichten. Wiesenburg, Schweinfurt 2003, ISBN 3937101047.
- Drei Kilo Hühner. Grotesken, Glossen, Satiren. Fünf-Finger-Ferlag, Leipzig 2005, ISBN 3980893456.
- Zeru. Eine siebentägige Geschichte. Wiesenburg, Schweinfurt 2005, ISBN 3937101780.
- Indien I. Süß. IATROS, Mainz 2006 ISBN 393743948X.
- Indien II. Sauer. IATROS, Mainz 2006, ISBN 3937439498.
- Ein Inder in Deutschland. Wiesenburg, Schweinfurt 2008, ISBN 9783939518914.
- Der Mond und seine Langeweile. Ein Bilder- und Malbuch für die großen und kleinen Kinder und für das Kind im Erwachsenen. Epla, Ganderkesee 2009, ISBN 9783940554291.
- ARCHETYPUS. Epla, Ganderkesee 2011, ISBN 9783940554611.
- Indien - Eine Weltmacht! - mit inneren Schwächen. Der Neue Morgen, Rudolstadt 2012, ISBN 9783954800216
- Ibiza: Gespräche, Gedichte und Betrachtungen. Projekte-Verlag, Halle (Saale) 2013, ISBN 9783954863310
- FRIDO - Eine Deutsche Stimme. Der Neue Morgen, Rudolstadt 2013, ISBN 9783954800353

(in het Engels)
- Stories Without Borders Wiesenburg, Schweinfurt 2010, ISBN 3942063417.

## Prijzen
- 2002: Finalist van de Würth-Literatur-Preis, (Tübinger Poetik-Dozentur)
- 2003: Poeticus-Kurzgeschichten-Preis, Spittal an der Drau
- 2003: Förderstipendium im Rahmen des Wettbewerbs Inselschreiber, Sylt-Quelle, Rantum
- 2004: Finalist, May-Ayim-Award (Lyrik), Berlin
- 2006: Rudolf-Descher-Feder, Jahresauszeichnung des Autorenverbandes IGdA
- 2010: Finalist, 14. Kurzgeschichten-Menü-Wettbewerb, h+s veranstaltungen GmbH
- 2011: Arbeitsabschlussstipendium "FRIDO - EINE DEUTSCHE STIMME (Erzählungen), Hessisches Ministerium für Wissenschaft und Kunst, Wiesbaden
- 2012: Finalist, Geertje Potash-Suhr Prize for prose in German, SCALG, Colorado

- Gemeinsame Normdatei: 120139065
- International Standard Name Identifier: 0000 0000 4643 0517
- Library of Congress Control Number: no99069153
- Virtual International Authority File: 40202039
- WorldCat: E39PBJrWwVjqHvgfg8P9mTjQv3